# Снастін Василь Іванович
Василь Іванович Снастін (31 грудня 1913, місто Москва, тепер Російська Федерація — 30 січня 1976, місто Москва) — радянський діяч, 1-й заступник завідувача відділу пропаганди і агітації ЦК КПРС по союзних республіках, 1-й заступник завідувача ідеологічного відділу ЦК КПРС, ректор заочної Вищої партійної школи при ЦК КПРС. Член Центральної Ревізійної Комісії КПРС у 1961—1966 роках. Кандидат філософських наук.

## Життєпис
Народився 31 грудня 1913 року (за іншими даними — в 1914 році) в робітничій родині вихідців із Рязького повіту Рязанської губернії.
У 1933 році закінчив Московський педагогічний технікум.
У 1933—1935 роках — вчитель середньої школи в Москві.
У травні 1935—1937 роках — у Червоній армії.
У 1937—1940 роках — на комсомольській роботі в Москві.
Член ВКП(б) з 1939 року.
У 1940—1942 роках — слухач Вищої партійної школи при ЦК ВКП(б).
У 1942—1948 роках — у Червоній армії на політичній роботі, учасник німецько-радянської війни. Служив на політичній роботі в 1-му прожекторному полку Московського військового округу, був лектором Управління агітації і пропаганди Головного політичного управління РСЧА. У 1945 році служив лектором Політичного управління при головнокомандувачі радянськими військами на Далекому Сході, учасник радянсько-японської війни.
У 1948—1951 роках — аспірант Академії суспільних наук при ЦК ВКП(б).
У 1951—1956 роках — лектор відділу пропаганди і агітації ЦК ВКП(б), заступник завідувача, завідувач сектора відділу пропаганди і агітації ЦК КПРС.
У 1956 — грудні 1962 року — заступник, 1-й заступник завідувача відділу пропаганди і агітації ЦК КПРС по союзних республіках.
У грудні 1962 — 1965 року — 1-й заступник завідувача ідеологічного відділу ЦК КПРС.
У 1965—1968 роках — 1-й заступник голови правління Всесоюзного товариства «Знання».
У 1968 — 30 січня 1976 року — ректор заочної Вищої партійної школи при ЦК КПРС.
Помер 30 січня 1976 року. Похований на Новодівочому цвинтарі Москви.

## Звання
- підполковник
- полковник

## Нагороди
- орден Вітчизняної війни ІІ ст. (24.06.1944)
- орден Червоної Зірки (2.09.1945)
- два ордени Трудового Червоного Прапора
- два ордени «Знак Пошани»
- медаль «За оборону Кавказу» (1.05.1944)
- медаль «За перемогу над Німеччиною у Великій Вітчизняній війні 1941—1945 рр.»
- медаль «За перемогу над Японією»
- медаль «За бойові заслуги» (15.11.1950)
- медалі